# Moûtiers
Moûtiers är en kommun i departementet Savoie i regionen Auvergne-Rhône-Alpes i sydöstra Frankrike. Kommunen ligger i kantonen Moûtiers som tillhör arrondissementet Albertville. År 2022 hade Moûtiers 3 482 invånare.

## Befolkningsutveckling
Antalet invånare i kommunen Moûtiers
| Referens: INSEE |